# Resolução 149 do Conselho de Segurança das Nações Unidas

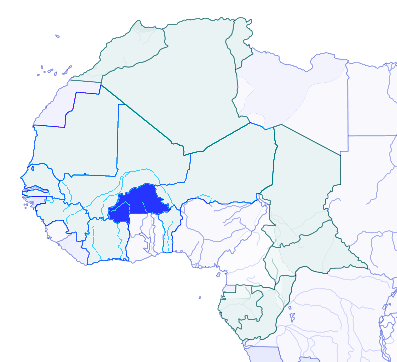
Mapa da África com Alto Volta em destaque

Resolução 149 do Conselho de Segurança das Nações Unidas, foi aprovada em 23 de agosto de 1960, após análise do pedido de Alto Volta (atual Burkina Faso) para ser membro da Organização das Nações Unidas, o Conselho recomendou à Assembleia Geral que Alto Volta deve ser admitido.
Foi aprovada por unanimidade.